# Melaniparus fasciiventer
Melaniparus fasciiventer é uma espécie de ave da família Paridae.
Pode ser encontrada nos seguintes países: Burundi, República Democrática do Congo, Ruanda e Uganda.
Os seus habitats naturais são: florestas boreais e regiões subtropicais ou tropicais húmidas de alta altitude.